# Santa María de las Hoyas
Santa María de las Hoyas – gmina w Hiszpanii, w prowincji Soria, w Kastylii i León, o powierzchni 45,41 km². W 2011 roku gmina liczyła 133 mieszkańców.